# Аскаријаза
Аскаријаза је болест чији је узрочник паразитска ваљкаста глиста Аскарис лумбрикоидес(лат. Аscaris lumbricoides). У више од 85% случајева инфекције нема никаквих симптома, посебно уколико је број глиста мали. Са порастом броја присутних глиста јављају се симптоми, међу којима могу бити недостатак ваздуха и грозница на почетку болести. Поред тога, може се јавити и надутост стомака, бол у трбуху и дијареја. Овом болешћу су најчешће погођена деца, а у овој старосној групи инфекција може такође узроковати и слабо добијање на тежини, неухрањеност и проблеме са учењем.
До инфекције долази при конзумирању хране или пића загађених јајашцима Аскариса из фекалија. Ова јајашца се излежу у дигестивном систему, пробијају се кроз зид црева и мигрирају у плућа путем крви. Тамо упадају у плућне алвеоле и пењу се у душник, где се искашљавају и гутају. Након тога, ларве кроз желудац по други пут улазе у цревни систем где постају одрасле глисте.
Превентивна заштита је боља хигијена, што укључује побољшање приступа тоалетима и прописан начин одлагања фекалија. Прање руку сапуном је такође вид заштите. У подручјима где је оболело више од 20% становништва, препоручује се лечење свих оболелих у правилним временским размацима. Често се инфекције јављају поново. Не постоји вакцина. Светска здравствена организација препоручује као терапију лекове албендазол, мебендазол, левамисол или пирантел памоат. Међу осталим делотворним средствима се налазе трибендимидин и нитазоксанид.
Око 0,8 до 1,2 милијарде људи на глобалном нивоу има аскаријазу, при чему су најтеже погођени становници подсахарске Африке, Латиноамерике и Азије. Због тога је аскаријаза најчешћи облик хелминтијазе која се преноси земљиштем. У 2010. години она је била узрочник око 2700 смртних случајева, што је мање од 3400 у 1990. години. Другим типом Аскариса инфицирају се свиње.